# Rudolf I van Coucy
Rudolf I van Coucy (circa 1134 - Akko, november 1191) was van 1149 tot aan zijn dood heer van Coucy, Marle, Vervins, Pinon, Crépy, Crécy en La Fère. Hij behoorde tot het huis Coucy.

## Levensloop
Rudolf I was de zoon van heer Engelram II van Coucy en Agnes van Beaugency. In 1149 volgde hij zijn vader op als heer van Coucy.
In 1181 ondersteunde hij koning Filips II van Frankrijk bij diens conflict met Filips van de Elzas, de graaf van Vlaanderen. Rudolf huldigde de koning als leenheer van de heerlijkheid La Fère, die Rudolf tot dan toe bestuurde in de naam van de kerk van Laon. Roger de Rosoy, de bisschop van Laon, had de heerlijkheid in 1185 afgestaan aan Filips II van Frankrijk. 
Ook nam hij samen met zijn neef, heer Robert I van Boves, deel aan de Derde Kruistocht. Vlak voordat hij in 1190 vertrok, bevestigde en verhoogde hij de donatie die zijn vader Engelram II toegekend had aan de abdij van Clairfontaine. Ook bepaalde hij de verdeling van zijn landgoederen en heerlijkheden tussen zijn kinderen uit zijn tweede huwelijk met Alix van Dreux. Het merendeel 
Rudolf en zijn neef Robert I van Boves sneuvelden in 1191 tijdens het Beleg van Akko. Hij werd bijgezet in het klooster van Foigny.

## Huwelijken en nakomelingen
In 1164 huwde Rudolf met zijn eerste echtgenote Agnes, dochter van graaf Boudewijn IV van Henegouwen. Ze kregen volgende kinderen:
- Yolande (1164-1222), huwde in 1184 met graaf Robert I van Dreux
- Isabella, huwde eerst met graaf Rudolf I van Roucy en daarna met graaf Hendrik III van Grandpré
- Ada, huwde met heer Diederik II van Beveren

In 1174 huwde hij met zijn tweede echtgenote Alix (1156-1217), dochter van graaf Robert I van Dreux. Ze kregen volgende kinderen:
- Engelram III (1182-1242), heer van Coucy
- Thomas (overleden in 1252 of 1253), heer van Vervins
- Robert (overleden in 1234), heer van Pinon
- Rudolf
- Agnes (overleden in 1214), huwde met Gilles de Beaumetz, burggraaf van Bapaume

## Voorouders
| Voorouders van Rudolf I van Coucy (1134-1191) | Voorouders van Rudolf I van Coucy (1134-1191)                   | Voorouders van Rudolf I van Coucy (1134-1191)                   | Voorouders van Rudolf I van Coucy (1134-1191)                   | Voorouders van Rudolf I van Coucy (1134-1191)                   | Voorouders van Rudolf I van Coucy (1134-1191)                   | Voorouders van Rudolf I van Coucy (1134-1191)                   | Voorouders van Rudolf I van Coucy (1134-1191)                           | Voorouders van Rudolf I van Coucy (1134-1191)                           |
| --------------------------------------------- | --------------------------------------------------------------- | --------------------------------------------------------------- | --------------------------------------------------------------- | --------------------------------------------------------------- | --------------------------------------------------------------- | --------------------------------------------------------------- | ----------------------------------------------------------------------- | ----------------------------------------------------------------------- |
| Overgrootouders                               | Engelram I van Coucy (1042-1116) ∞ Adèle van Marle (-)          | Engelram I van Coucy (1042-1116) ∞ Adèle van Marle (-)          | ? (-) ∞ ? (-)                                                   | ? (-) ∞ ? (-)                                                   | ? (-) ∞ ? (-)                                                   | ? (-) ∞ ? (-)                                                   | Hugo I van Vermandois (1053-1101) ∞ Adelheid van Vermandois (1036-1078) | Hugo I van Vermandois (1053-1101) ∞ Adelheid van Vermandois (1036-1078) |
| Grootouders                                   | Thomas I van Coucy (1078-1130) ∞ Melissende van Crécy (-)       | Thomas I van Coucy (1078-1130) ∞ Melissende van Crécy (-)       | Thomas I van Coucy (1078-1130) ∞ Melissende van Crécy (-)       | Thomas I van Coucy (1078-1130) ∞ Melissende van Crécy (-)       | Raoul I van Beaugency (-) ∞ Mathilde van Vermandois (-)         | Raoul I van Beaugency (-) ∞ Mathilde van Vermandois (-)         | Raoul I van Beaugency (-) ∞ Mathilde van Vermandois (-)                 | Raoul I van Beaugency (-) ∞ Mathilde van Vermandois (-)                 |
| Ouders                                        | Engelram II van Coucy (1110-1139) ∞ Agnes van Beaugency (-1207) | Engelram II van Coucy (1110-1139) ∞ Agnes van Beaugency (-1207) | Engelram II van Coucy (1110-1139) ∞ Agnes van Beaugency (-1207) | Engelram II van Coucy (1110-1139) ∞ Agnes van Beaugency (-1207) | Engelram II van Coucy (1110-1139) ∞ Agnes van Beaugency (-1207) | Engelram II van Coucy (1110-1139) ∞ Agnes van Beaugency (-1207) | Engelram II van Coucy (1110-1139) ∞ Agnes van Beaugency (-1207)         | Engelram II van Coucy (1110-1139) ∞ Agnes van Beaugency (-1207)         |